# Alan Bahia
Alan Bahia (ur. 14 stycznia 1983) – brazylijski piłkarz występujący na pozycji pomocnika.

## Kariera piłkarska
Od 2002 roku występował w Athletico Paranaense, Vissel Kobe, Al-Khor, Goiás EC, América, Rio Verde, XV de Novembro Piracicaba, Treze, Mamoré, Paulista i Rio Negro.